# Hạ Cẩm
Hạ Cẩm (giản thể: 贺锦; phồn thể: 賀錦; bính âm: Hè Jǐn, ? – 1645), xước hiệu là Tả kim vương (có thuyết là Tranh thế vương ), một trong 5 thủ lĩnh của Cách, Tả ngũ doanh thuộc phong trào khởi nghĩa nông dân cuối đời Minh.

## Quá trình hoạt động

### Thủ lĩnh nghĩa quân
Tháng giêng năm thứ 8 (1635), ông là một trong 13 thủ lĩnh nghĩa quân tham dự đại hội Huỳnh Dương.
Từ năm thứ 10 (1637) đến thứ 15 (1642), ông hội họp với bọn "Lão Hồi Hồi" Mã Thủ Ứng, "Cách lý nhãn" Hạ Nhất Long, "Cải thế vương" Lưu Hi Nghiêu, "Loạn thế vương" Lận Dưỡng Thành, lấy vùng núi Anh Sơn, Hoắc Sơn thuộc đông bộ Hồ Bắc làm cứ điểm, hoạt động ở giao giới 3 tỉnh An Huy, Hà Nam, Hồ Bắc, trường kỳ đấu tranh với quan quân, được gọi là Cách, Tả ngũ doanh hay Hồi, Cách ngũ doanh.
Năm thứ 15 (1642), Cách, Tả ngũ doanh liên kết với Lý Tự Thành, chủ yếu hoạt động ở một dải tây bộ Hồ Bắc và tây bắc bộ Hồ Nam, đánh chiếm được các nơi Di Lăng, Lễ Châu, Thường Đức. Cách, Tả ngũ doanh còn đưa quân về Hà Nam phối hợp với Lý Tự Thành trong nhiều chiến dịch quan trọng, Hạ Cẩm tham gia đánh chiếm Nhữ Ninh .

### Tướng lãnh Đại Thuận
Tháng 3 năm thứ 16 (1643), Lý Tự Thành giết Hạ Nhất Long, thống nhất chỉ huy, biên chế lại các lực lượng nghĩa quân, nhiệm mệnh Hạ Cẩm làm Chế tướng quân. Sau khi hạ được Đồng Quan, Tây An, Tự Thành phái ông theo bọn Lưu Tông Mẫn, Viên Tông Đệ tây tiến truy kích quan quân của Bạch Quảng Ân, đánh lấy các nơi thuộc Ninh Hạ, Cam Túc, Tây Ninh (nay là Thanh Hải). Bình định xong Cố Nguyên, Ninh Hạ, Tự Thành gọi Tông Mẫn về tham gia đại quân đông chinh, để Hạ Cẩm tiếp tục tây chinh các cứ điểm còn lại của tàn dư nhà Minh ở những nơi xa xôi thuộc Cam Túc, Tây Ninh.
Tháng 11 năm thứ 17 (1644), ông một trận lấy được An Định, huyện Kim mở cửa đầu hàng, nhắm thẳng đến Lan Châu. Bọn Cam Túc tổng binh Mã Hoảng, phó tướng Âu Dương Cổn khuyên Túc vương Chu Thức Hoành đi Cam Châu không được, nên bỏ ông ta mà chạy đến đấy. Ngày 21, người Lan Châu mở cửa đón nghĩa quân vào thành, Thức Hoành trốn ra ngoài thành, bị tổng binh Dương Kỳ bắt nộp cho Hạ Cẩm. Ông ghét lắm, giết cả Thức Hoành và cha con Dương Kỳ. Nghĩa quân tiếp tục tây tiến, 2 vệ Lương Châu (nay là Vũ Uy, Cam Túc), Trang Lãng trước sau đầu hàng.
Tháng 12, nghĩa quân Đại Thuận đạp băng vượt sông, đến dưới thành Cam Châu. Nhân lúc trời đổ tuyết lớn, quân đội nông dân đắp tuyết làm thang trèo lên, binh sĩ giữ thành chịu rét không thấu, oán trách chủ tướng nên không chống lại. Ngày 27, thành vỡ, Cam Túc tuần phủ Lâm Nhật Thụy, tổng binh Mã Hoảng bị bắt và bị giết. Sau đó, các nơi Túc Châu (nay là Tửu Tuyền, Cam Túc) không đánh mà hàng, toàn bộ Cam Túc nằm dưới quyền quản hạt của nghĩa quân Đại Thuận.
Bấy giờ, hàng tướng nhà Minh là Lỗ Văn Bân nhận lệnh tấn công Thanh Hải, đến Tây Ninh bị bọn thổ ti Kỳ Đình Gián, Lỗ Dận Xương đánh bại và giết chết. Hạ Cẩm cất đại quân đến, bọn Kỳ Đình Gián theo kế của tham quân Hồ Liễn Khí, cho người trá hàng làm hướng đạo, đưa nghĩa quân vào ổ mai phục. Hạ Cẩm giết chết Lỗ Dận Xương, tiêu diệt toàn quân của hắn, mất cảnh giác, rơi vào ổ mai phục nên bị hại.
Bộ tướng của ông là Tân Tư Trung lãnh binh hạ được Tây Ninh, bắt sống Kỳ Đình Gián. Lý Tự Thành cho Tư Trung trấn thủ Tây Ninh, tiếp tục bình định Thanh Hải, các thổ ti trước sau quy phụ.